# Totul de vânzare

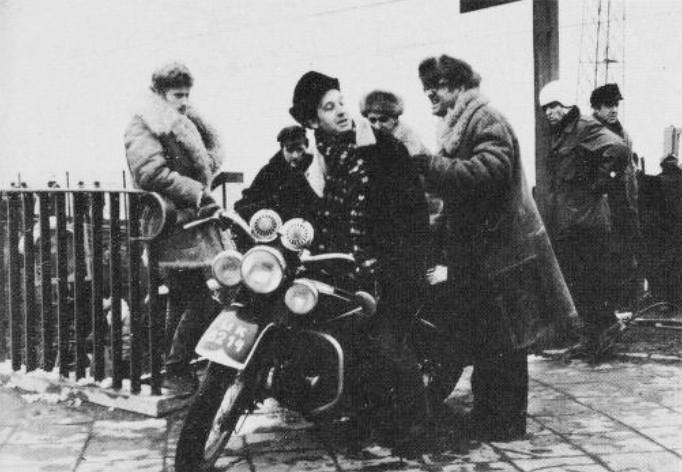
Regizorul polonez Andrzej Wajda (pe motocicletă) în timpul filmărilor la Totul de vânzare.

Totul de vânzare, în acea perioadă Totul de vînzare, (în poloneză Wszystko na sprzedaż) este un film dramatic polonez din 1969 regizat de Andrzej Wajda după propriul scenariu. Acest film a fost propunerea Poloniei la premiul Oscar pentru mai bun film străin, dar nu a fost nominalizat.

## Distribuție
- Beata Tyszkiewicz - Beata
- Elżbieta Czyżewska - Elzbieta
- Andrzej Łapicki - Andrzej
- Daniel Olbrychski - Daniel
- Witold Holtz - Witek
- Malgorzata Potocka - Micul
- Bogumił Kobiela - Bobek
- Elżbieta Kępińska - actriță de la teatru
- Irena Laskowska - soția pădurarului
- Tadeusz Kalinowski - Forester

## Legături externe
- Totul de vânzare la Internet Movie Database